# Esteban Moreno
Esteban Moreno fou un mestre compositor i director de teatres de Madrid després de la Guerra de la Independència.
Amb motiu dels esdeveniments polítics dels primers anys del regnat de Ferran VII, va compondre la música de l'Himno al Ejercito Libertador, Guerreros, La Patria, etc., que es va cantar en el Teatro del Príncipe de Madrid el 12 d'abril de 1820. Alguns musicòlegs el situen vers l'any 1830, com a professor d'un cert prestigi i regentant un magatzem de música, on venia les seves obres de saló, fonamentalment per a veu i piano. Era col·laborador de La lira de Apolo, i s'havia casat amb Emilia Villanova, cantant i aficionada a la música.
En aquests anys continuà dirigint i component música per als teatres, conservant-se entre altres obres, les que feu per a les comèdies següents: El alba i el sol (1827), La favorita, El hechizado por fuerza, Juana la Rabicortona, Don Berenguell i El dia de San Calixto.
D'altres obres de Moreno són: Tres canciones españolas con pianoforte y guitarra (1820); El retrato, La primavera i El deseo inocente. Igualment la cançó Una verdad, dedicada a Luisa Brunetti, va ser inclosa en la Segunda colección de canciones españolas, editada a Madrid en 1821; També es troben una Missa a vuit veus i orquestra en l'arxiu de la catedral d'Oriola possiblement seva.